# 维克多·瓦沙雷

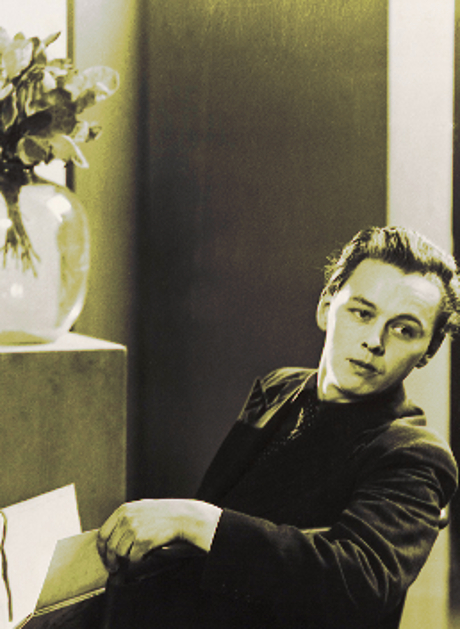
瓦沙雷利

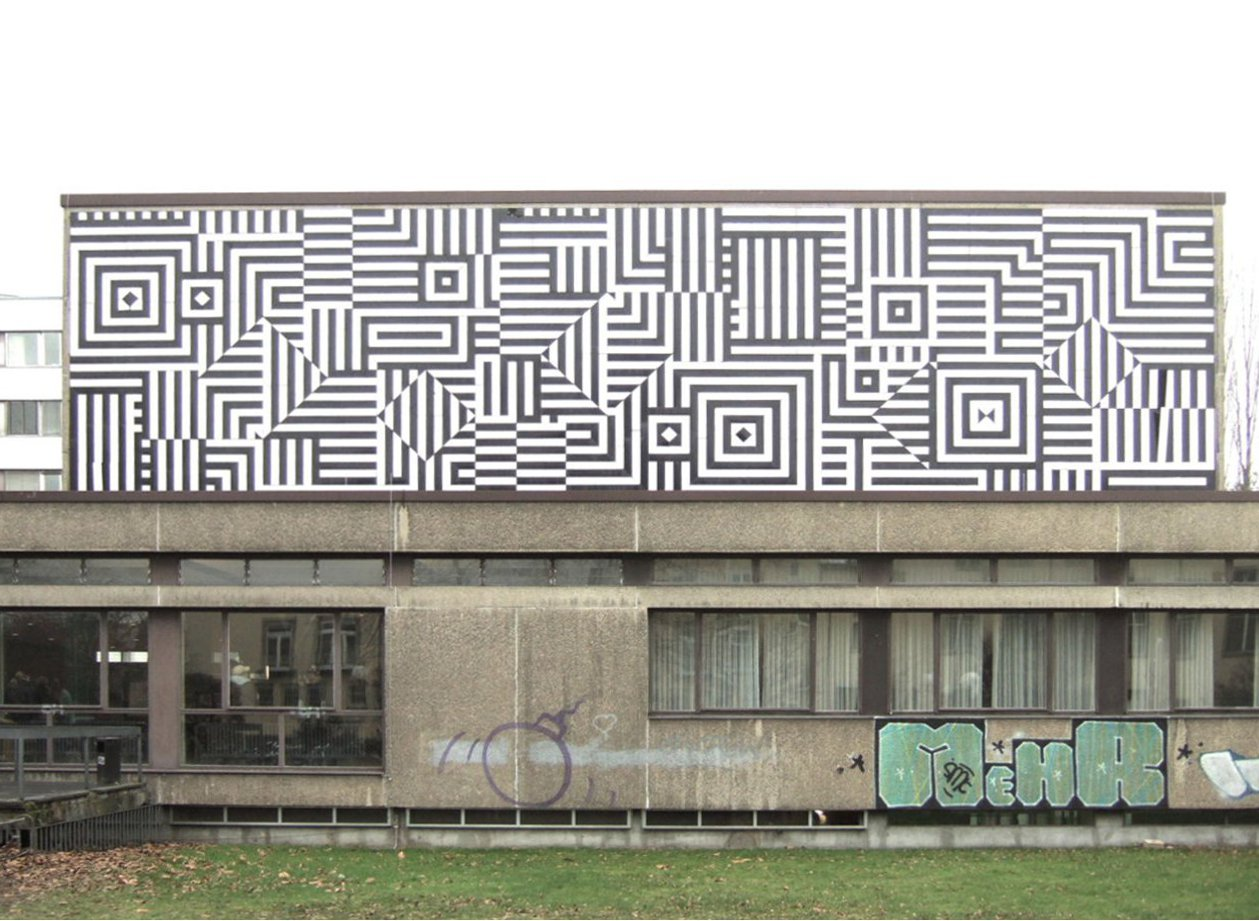
瓦沙雷利戶外藝術

维克多·瓦沙雷利（Victor Vasarely，1906年4月9日—1997年3月15日）是一位匈牙利裔法国艺术家。
瓦沙雷出生于匈牙利佩奇。他在皮耶什佳尼和布达佩斯长大。
瓦沙雷被大部分人认为是奥普艺术的领导人。
瓦沙雷的1930年代的作品「斑马」被认为是奥普艺术的最早期代表性作品。